# Esténico
| Supereón    | Eón Eonotema     | Era Eratema                | Periodo Sistema            | Inicio, en millones de años |
| ----------- | ---------------- | -------------------------- | -------------------------- | --------------------------- |
| Precámbrico | Proterozoico     | Neo- proterozoico          | Ediacárico Ediacariano     | ~635                        |
| Precámbrico | Proterozoico     | Neo- proterozoico          | Criogénico Criogeniano     | ~720                        |
| Precámbrico | Proterozoico     | Neo- proterozoico          | Tónico Toniano             | 1000                        |
| Precámbrico | Proterozoico     | Meso- proterozoico         | Esténico Steniano          | 1200                        |
| Precámbrico | Proterozoico     | Meso- proterozoico         | Ectásico Ectasiano         | 1400                        |
| Precámbrico | Proterozoico     | Meso- proterozoico         | Calímico Calymmiano        | 1600                        |
| Precámbrico | Proterozoico     | Paleo- proterozoico        | Estatérico Statheriano     | 1800                        |
| Precámbrico | Proterozoico     | Paleo- proterozoico        | Orosírico Orosiriano       | 2050                        |
| Precámbrico | Proterozoico     | Paleo- proterozoico        | Riásico Rhyaciano          | 2300                        |
| Precámbrico | Proterozoico     | Paleo- proterozoico        | Sidérico Sideriano         | 2500                        |
| Precámbrico | Arcaico Arqueano | Neoarcaico Neoarqueano     | Neoarcaico Neoarqueano     | 2800                        |
| Precámbrico | Arcaico Arqueano | Mesoarcaico Mesoarqueano   | Mesoarcaico Mesoarqueano   | 3200                        |
| Precámbrico | Arcaico Arqueano | Paleoarcaico Paleoarqueano | Paleoarcaico Paleoarqueano | 3600                        |
| Precámbrico | Arcaico Arqueano | Eoarcaico Eoarqueano       | Eoarcaico Eoarqueano       | 4031±3                      |
| Precámbrico | Hádico Hadeano   | Hádico Hadeano             | Hádico Hadeano             | 4567                        |

El Esténico o Steniano (del griego στενός -stenos- que significa "estrecho") es el tercer período y sistema de la era y eratema Mesoproterozoico en la escala temporal geológica. Comienza hace 1200 millones de años y finaliza hace 1000 millones de años, con una duración de 200 millones de años. En lugar de estar basadas en unidades cronoestratigráficas, estas fechas se definen cronométricamente.
El nombre se justifica en los estrechos cinturones polimetamórficos formado durante este período. El supercontinente Rodinia se formó en el Esténico.[cita requerida]
Hace unos 1200 millones de años, en el límite Ectásico-Esténico, se produjo uno de los mayores episodios magmáticos de la historia de la Tierra, debido probablemente a una gigantesca avalancha mantélica. Otros episodios similares se han producido aproximadamente cada 800 millones de años: el primero y más intenso hace 2700 Ma, en el Neoarcaico, y otro, de menor intensidad que el anterior pero mayor que este, hace 1900 Ma, en el Orosírico.